# Берингово море
Бе́рингово мо́ре (англ. Bering Sea) — окраинное море на севере Тихого океана, отделённое от него Алеутскими и Командорскими островами. Сообщается с Чукотским морем и Северным Ледовитым океаном через Берингов пролив. Море разделяет крупнейшие на планете массивы суши — Евразию и Америку.
Берингово море омывает берега России и США. Биоресурсы моря распределены в исключительных экономических зонах этих двух стран, а также в международных водах — анклаве в центральной части моря, прозванного в США «дыркой бублика» (Donut Hole). Благодаря совпадению ряда климатических, географических, гидрохимических и других факторов Берингово море является одним из богатейших районов промысла водных биоресурсов в Мировом океане. При этом наиболее богатая (с рыбопромысловой точки зрения) северо-восточная часть моря находится в исключительной экономзоне США.

## История
Большинство учёных считает, что в последнюю ледниковую эпоху уровень моря был достаточно низким, чтобы позволить людям мигрировать на восток пешком из Азии в Северную Америку через Берингию — сушу на месте нынешнего Берингова пролива. Другие животные мигрировали в обоих направлениях.
Этимология
На картах XVIII века море называлось Камчатским, или Бобровым морем. При этом под «бобром» подразумевалась обитающая здесь морская выдра (калан). Калан обладает ценным мехом, который и послужил причиной первоначального освоения русскими Берингова моря.
В дальнейшем море было переименовано в честь мореплавателя Витуса Беринга, под руководством которого оно исследовалось в 1725—1743 годах. Его именем назван и Берингов пролив, соединяющий море с Северным Ледовитым океаном.
Впервые название Берингово море было предложено французским географом Ш. П. Флиорье в начале XIX века, однако в обиход было введено только в 1818 году русским мореплавателем В. М. Головниным. Впрочем, на Новой географической дорожной карте Российской империи 1833 года оно ещё обозначено как Бобровое море.
Современная история
1 июня 1990 года в Вашингтоне Эдуард Шеварднадзе, тогда министр иностранных дел СССР, совместно с госсекретарём США Джеймсом Бейкером подписал соглашение о передаче США акватории Берингова моря по разделительной линии Шеварднадзе — Бейкера.

## Физико-географическое положение
Площадь 2,315 млн км². Средняя глубина — 1600 метров, максимальная — 5500 метров. Протяжённость моря с севера на юг — 1600 км, с востока на запад — 2400 км. Объём воды — 3795 тыс. км³. Площадь водосбора — 1,7 млн км.

Берингово море — окраинное. Оно расположено в северной части Тихого океана и разделяет Евро-Азиатский и Северо-Американский континенты. На северо-западе его ограничивают побережья Северной Камчатки, Корякского нагорья и Чукотки; на северо-востоке — побережье Западной Аляски. 
Южная граница моря проводится по цепи Командорских и Алеутских островов, образующих гигантскую выгнутую к югу дугу и отделяющих его от открытых акваторий Тихого океана. Беринговым проливом на севере оно соединяется с Северным Ледовитым океаном, а многочисленными проливами в цепи Командорско-Алеутской гряды на юге — с Тихим океаном.
Берег моря изрезан заливами и мысами. Крупные заливы на российском побережье: Анадырский, Карагинский, Олюторский, Корфа, Креста; на американском побережье: Нортон, Бристольский, Кускоквим.
Острова в основном расположены на границе моря:
- территория США (штат Аляска): острова Прибылова, Алеутские острова, острова Диомида (восточный — остров Крузенштерна), остров Святого Лаврентия, Нунивак, остров Кинг, остров Святого Матвея.
- территория России. Чукотский АО: острова Диомида (западный — остров Ратманова). Камчатский край: Командорские острова, Карагинский остров.

В море впадают крупные реки Юкон и Анадырь, а также Агиапук.
Температура воздуха над акваторией до +7… +10 °C летом и −1… −23 °C зимой. Солёность 33—34,7‰.
Ежегодно с конца сентября образуется лёд, который тает в июле. Поверхность моря (кроме Берингова пролива) ежегодно покрыта льдом около десяти месяцев (около пяти месяцев — северная половина моря, около семи месяцев, с ноября по май, — северная треть моря). Залив Лаврентия в некоторые годы совсем не очищается ото льда. В западной части Берингова пролива приносимые течением льды могут встречаться даже в августе.

## Рельеф дна
Дно моря разделено на две почти равные части - юго-западная глубоководная и северо-восточная мелководная (см. Берингия), расположенной на шельфе протяжённостью более 700 км, и юго-западной, глубоководной, с глубинами до 4 км. Условно эти зоны разделяются по изобате 200 метров. Переход от шельфа к океанскому ложу проходит по крутому материковому склону. Максимальная глубина моря (4151 метр) зафиксирована в точке с координатами — 54° с. ш. 171° з. д. на юге моря.
Глубоководная часть Берингова моря разделена подводными хребтами Ширшова и Бауэрса на 3 котловины: Алеутскую, или Центральную, Бауэрс и Командорскую.
Дно моря покрыто терригенными осадками — песком, гравием, ракушечник в шельфовой зоне и диатомовым илом серого или зелёного цвета в глубоководных местах.

## Температурный режим и солёность
Вследствие относительной мелководности и небольшой ширины Берингова пролива интенсивность поступления арктических вод в Берингово море невелика — всего 0,2 км³/с и не превышает 5 % водообмена в море. Поэтому влияние Северного Ледовитого океана на гидрологию невелико. В то же время значительное поперечное сечение и глубина командорско-алеутских и Камчатского проливов обуславливает свободный водообмен с Тихим океаном. Из-за мелководности восточных алеутских проливов обособленность моря от океана резко возрастает с запада на восток.
Поверхностная водная масса (до глубины 25—50 метров) по всей акватории моря летом имеет температуру 7-10 °C; зимой температуры понижаются до −1,7-3 °C. Солёность этого слоя составляет 22-32 промилле.
Промежуточная водная масса (слой от 50 до 150—200 м) более холодная: мало изменяющаяся по сезонам года температура равна приблизительно −1,7 °C, солёность — 33,7-34,0‰.
Ниже, на глубинах до 1000 м расположена более тёплая водная масса с температурами 2,5-4,0 °C, солёностью 33,7-34,3 ‰.
Глубинная водная масса занимает все придонные районы моря с глубинами более 1000 м и имеет температуры 1,5-3,0 °C, солёность — 34,3-34,8 ‰.

## Фауна
Распределение гидробионтов в море напрямую зависит от рельефа дна.
В Беринговом море обитает 402 вида рыб 65 семейств, в том числе 9 видов бычков, 7 видов лососёвых, 5 видов бельдюговых, 4 вида камбаловых и другие. Из них 50 видов и 14 семейств — промысловые рыбы. Объектами промысла служат также 4 вида крабов, 4 вида креветок, 2 вида головоногих моллюсков.
Основными морскими млекопитающими Берингова моря являются животные из клады ластоногих: кольчатая нерпа (акиба), обыкновенный тюлень (ларга), морской заяц (лахтак), полосатый тюлень и тихоокеанский морж. Из китообразных — нарвал, серый кит, гренландский кит, горбатый кит, финвал, японский кит, сейвал, северный синий кит. Моржи и тюлени образуют по побережью Чукотки лежбища.
Порты: Провидения, Анадырь (Россия), Ном (США).